# Васильев, Дмитрий Владимирович (легкоатлет)
Дми́трий Влади́мирович Васи́льев (род. 24 января 1978, Горький) — российский легкоатлет, специалист по бегу на короткие дистанции. Выступал за сборную России по лёгкой атлетике в конце 1990-х — начале 2000-х годов, победитель и призёр первенств национального значения, участник летних Олимпийских игр в Сиднее. Представлял Нижегородскую область.

## Биография
Дмитрий Васильев родился 24 января 1978 года в городе Горьком.
Занимался лёгкой атлетикой под руководством заслуженного тренера России Евгения Михайловича Борисенко. Окончил Санкт-Петербургскую государственную академию физической культуры имени П. Ф. Лесгафта.
В 1999 году вошёл в состав российской национальной сборной, в качестве запасного бегуна попал в эстафетную команду чемпионата мира в Севилье.
В 2000 году на зимнем чемпионате России в Волгограде стал серебряным призёром в беге на 60 метров и в составе команды Нижегородской области одержал победу в эстафете 4 × 200 метров. Участвовал в чемпионате Европы в помещении в Генте, но в финал бега на 60 метров не вышел. На летнем чемпионате России в Туле получил серебро в беге на 100 метров. Благодаря череде удачных выступлений удостоился права защищать честь страны на летних Олимпийских играх в Сиднее — бежал эстафету 4 × 100 метров вместе с соотечественниками Александром Смирновым, Александром Рябовым и Сергеем Бычковым, но не смог пройти дальше предварительного квалификационного этапа.
После сиднейской Олимпиады Васильев остался действующим спортсменом и продолжил принимать участие в различных легкоатлетических турнирах. Так, в 2001 году на зимнем чемпионате России в Москве он получил серебряную и бронзовую награды в беге на 60 метров и в эстафете 4 × 200 метров соответственно, затем бежал 60 метров на чемпионате мира в помещении в Лиссабоне. На летнем чемпионате России в Туле взял бронзу в беге на 100 метров, стал серебряным призёром в эстафете 4 × 100 метров.
В 2002 году завоевал золотую медаль в эстафете 4 × 200 метров на зимнем чемпионате России в Волгограде.
В 2003 году выиграл бронзовую медаль в беге на 200 метров на чемпионате России в Туле.
В 2004 году добавил в послужной список бронзовую награду, полученную в беге на 60 метров на зимнем чемпионате России в Москве.
Завершил спортивную карьеру по окончании сезона 2007 года.